# Lunt-Fontanne Theatre
Le Lunt-Fontanne Theatre (précédemment connu sous le nom de Globe Theatre) est un théâtre de Broadway situé au 205 West 46th Street dans le Theater District, dans le centre de Manhattan, à New York (États-Unis).

## Histoire
Conçu par le cabinet d'architecture Carrère and Hastings (en), il a été construit par le producteur Charles Dillingham et a été inauguré le 10 janvier 1910 sous le nom de Globe Theatre (en l'honneur du théâtre shakespearien Globe Theatre de Londres) avec une comédie musicale intitulée The Old Town. Bien que situé sur la 46e rue avec une grande façade de style Beaux-Arts, il possédait également une petite entrée sur Broadway entre la 46ème et la 47ème rue. La plupart des premiers spectacles du Globe étaient des pièces dramatiques, notamment deux adaptations de La Dame aux camélias d'Alexandre Dumas. À la fin des années 1910 et dans les années 1920, l'accent est mis sur les comédies musicales. 
Dans les années 1930, le Globe a été transformé en salle de cinéma exploitée par la chaîne Brandt. City Playhouses Inc. (composé des promoteurs Robert W. Dowling et William Zeckendorf) l'a acheté en 1957 et l'a fait rénover par la firme Roche and Roche. Des changements majeurs ont été apportés, notamment la suppression du deuxième niveau du balcon, l'entrée de Broadway et une grande partie de la décoration d'origine. Il a été rebaptisé Lunt-Fontanne en l'honneur d'Alfred Lunt et Lynn Fontanne et a rouvert ses portes le 5 mai 1958 avec Friedrich Dürrenmatt dans La Visite de la vieille dame.
En 1960, City Playhouses a vendu le théâtre aux producteurs Cy Feuer et Ernest H. Martin ; ils l'ont revendu au promoteur Stanley Stahl en 1965. Le théâtre, qui peut accueillir 1 415 personnes, est actuellement détenu conjointement par la Stahl Organisation et la Nederlander Organization.

## Productions

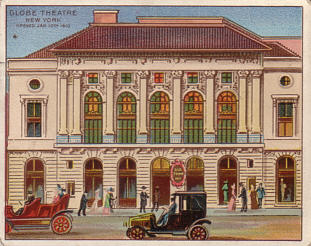
Représentation de la façade du théâtre vers 1910.

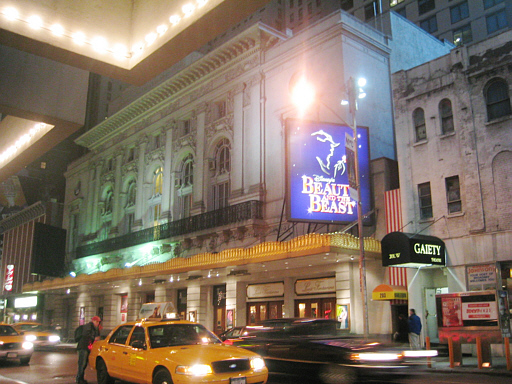
Beauty and the Beast à l'affiche en 2003.

- 1910 : The Echo[1], qui comprenait la chanson maintenant populaire Skidamarink
- 1914 : Chin Chin
- 1918 : Ziegfeld Follies
- 1920 : George White's Scandals
- 1925 : Aren't We All? ; No, No, Nanette
- 1928 : She's My Baby avec Clifton Webb dans le rôle de Clyde Parker[2]
- 1931 : The Cat and the Fiddle
- 1958 : Goldilocks
- 1959 : The Sound of Music (La Mélodie du bonheur)
- 1962 : Little Me
- 1964 : Ben Franklin in Paris
- 1965 : Skyscraper
- 1966 : Walking Happy
- 1967 : How Now, Dow Jones
- 1967 : Marlene Dietrich en concert
- 1968 : Her First Roman
- 1970 : The Rothschilds
- 1972 : Ambassador
- 1973 : 6 Rms Riv Vu
- 1974 : The Sunshine Boys
- 1978 : Hello, Dolly!
- 1979 : Beatlemania
- 1980 : Peter Pan
- 1981 : Sophisticated Ladies
- 1983 : Private Lives
- 1984 : The Wiz
- 1986 : Smile
- 1995 : Hello, Dolly!
- 1997 : Titanic
- 1999 : Beauty and the Beast (La Belle et la Bête)
- 2007 : The Little Mermaid (La Petite Sirène)
- 2010 : The Addams Family
- 2012 : Ghost the Musical ; A Christmas Story: The Musical
- 2013 : Motown: The Musical
- 2015 : Finding Neverland
- 2016 : Frankie Valli and the Four Seasons on Broadway! ; Kristin Chenoweth: My Love Letter to Broadway
- 2017 : Charlie and the Chocolate Factory
- 2018 : Summer: The Donna Summer Musical
- 2019 : Morrissey ; Pure Yanni ; Mel Brooks on Broadway ; Regina Spektor : Live on Broadway ; Criss Angel Raw — The Mindfreak Unplugged ; Dave Chappelle Live on Broadway ; Manilow Broadway ; Tina: The Musical (en)